# Ancistomus
Ancistomus – rodzaj słodkowodnych ryb sumokształtnych z rodziny zbrojnikowatych (Loricariidae), przez pewien czas uznawany za synonim rodzaju Peckoltia, w wyniku badań molekularnych został ponownie uznany.

## Zasięg występowania
Dorzecza Tocantins, Xingu, Tapajós i Amazonki w Brazylii.

## Klasyfikacja
Gatunki zaliczane do tego rodzaju:
- Ancistomus feldbergae
- Ancistomus micrommatos
- Ancistomus snethlageae
- Ancistomus spilomma
- Ancistomus spinosissimus

Gatunkiem typowym jest Ancistrus snethlageae (=Ancistomus snethlageae).